# Аббас Кули-хан Зийад-оглу Каджар
Аббас Кули-хан Зийад-оглу Каджар (перс. عباس‌قلی خان‎) — бейлербей Карабахского беглербегства.

## Биография
Аббас Кули-хан родился в 1642 году в городе Гянджа в семье каджарского хана Угурлу-хана Зийадоглу-Каджара. Он из родом из туркоманского кочевого племени Каджар, из клана Зийадоглу.
1666 году Сефевидский шах Аббас назначил эмира Аббас Кули-хана беглербегом Карабаха и главой племени и аймаков Каджар.
Крупный персидский сановник Шихали-хан, враждовавший с картлийским царём Шахнавазом и его сыном Арчилом, посоветовал новому персидскому шаху Сулейману Сефи (1666—1694) назначить новым царём Кахетии Ираклия, противника Шахнаваза. По приглашению царя Арчила Ираклий прибыл из Тушети в Кахетию, где был принят «с большой любовью». Арчил и Ираклий много дней пировали и охотились, затем Арчил наградил Ираклия и вместе с большой кахетинской делегацией отправил к шахскому двору в Исфахан. Условием воцарения на троне Картли шах поставил смену религии с христианства на ислам. Шах назначил Аббас Кули-хана хакимам Кахетии.
В 1694 году осложнилась обстановка в иранской части Курдистана. Шах Солтан Хусейн пожаловал Аббас Кули-хана должность сипахсалара Ирана. Каджарская армия выступила из Карабаха Ардалан. Мах Шараф-ханум Курдистани сообщает об этом:

 В конце концов шах Султан Хусайн, когда ему стало известно о поднятом Сулайман-пашой восстании и его выступлении, устрашённый тем, что произошло, назначил 'Аббас-
Кули-хана Каджара военачальником и с несметным войском к армиями без числа и границ отправил на усмирение Сулайман-паши и оказание помощи арделанекому войску.

'Аббас-Кули-хан Каджар, который был полководцем и получил известность под [именем] Зийад-оглы (Букв. «Сын непомерно сильного».), подстрекаемый вымыслом Касим-султана, построил из голов не повинных [ни в чём] мусульман Сенендеджа минарет, а сверху на головы других положили голову самого Касим-султана как знак [справедливой кары].— Мах Шараф-ханум Курдистани. Хроника дома Ардалан (Тарих-и Ардалан). Пер. с перс., введ. и примеч. Е.И. Васильевой. Серия: Памятники Письменности Востока, XCII М. Наука 1990г. 238 сс.56-57.